# Centrale Organisatie voor een Duurzame Vrede
De Centrale Organisatie voor een Duurzame Vrede werd in april 1915 opgericht in Den Haag in Nederland. De stichtende leden waren afkomstig uit het Duitse keizerrijk, België, Engeland, Oostenrijk-Hongarije, Italië, Nederland, Noorwegen, Zweden, Denemarken, Zwitserland en de Verenigde Staten. Ze riepen op tot een "nieuwe diplomatie", waarbij men bereid was om militaire sancties tegen agressieve landen te accepteren. 
De organisatie werd ontbonden na het Verdrag van Versailles. De voorzitter van de oprichtingsvergadering was de Nederlandse liberale politicus Hendrik Coenraad Dresselhuijs. Betrokken Amerikaanse vredesleiders waren onder meer Fannie Fern Andrews, Emily Greene Balch en William Isaac Hull. 